# Les Apprentis Sorciers
Les Apprentis Sorciers és una pel·lícula franco-alemanya dirigida per Edgardo Cozarinsky i estrenada el 1977.

## Argument
Un espia, procedent d'Amèrica del Sud, desembarca a París i diposita a seguretat un maletí contenint documents secrets. Algun temps més tard, un cert Antonio posa aquest maletí en Clara, una dona que ha treballat abans com a professor a Xile i manté relacions amb molts refugiats polítics llatinoamericans. A partir d'aquest moment, Clara serà acorralada i barrejada amb estranys esdeveniments...

## Repartiment
- Zouzou: Clara.
- Peter Chatel: Alex
- Marie-France Pisier: Madame Umlaut.
- Christian Marquand: Ashe / Bezzerides.
- Dennis Hopper: Espia.
- Niels Arestrup: Danton.
- Jean-Pierre Kalfon: Robespierre.
- Pierre Clémenti: Saint-Just.
- Elliott Stein: Fickletoes.
- Marilú Marini: Inspectora al magatzem.
- Raoul Ruiz: Refugiat xilè.
- Carlos Clarens: Pancho.
- Raúl Gimenez: Antonio.
- Alain Fayel: Rolo.

## Rebuda
"Les Apprentis Sorciers" és un trhiller en el qual els personatges són latinoamericans exiliats a Paris. És també una comèdia sobre artistes que prefereixen parlar de la revolució que intervenir realment en una.